# بوداهای زنده
بوداهای زنده (آلمانی: Lebende Buddhas) یک فیلم فانتزی صامت به کارگردانی پاول وگنر محصول سال ۱۹۲۵ است. از بازیگران آن می‌توان به پاول وگنر، آستا نیلسن، کته هاک، گرگوری حمارا و هاینریش اشروت اشاره کرد.